# Wouter Corstjens
Wouter Corstjens (Maastricht, 13 febbraio 1987) è un ex calciatore belga, di ruolo difensore.